# Gurk
För andra betydelser, se Gurk (olika betydelser).
Gurk (slovenska: Krka) är en köpingskommun i det österrikiska förbundslandet Kärnten. Kommunen är belägen i nordöstra Kärnten i Gurkdalen. 
Orten är namngiven efter floden Gurk. År 1043 grundade Hemma av Gurk ett nunnekloster som blev utgångspunkt för biskopsdömet Gurk. Biskopsdömet bestod mellan 1072 och 1787 när biskopen flyttade till Klagenfurt.
Domkyrkan i Gurk byggdes mellan 1140 och 1220 och är en av de konsthistoriskt mest betydelsefulla högromanska kyrkorna i Europa. I domkyrkans krypta befinner sig Hemma av Gurks grav som redan under medeltiden blivit ett pilgrimsmål för troende från Kärnten, Steiermark och Slovenien.

## Orter
Kommunen består av 22 orter (Ortschaften) (inom parentes invånarantal 1 januari 2024):

- Dörfl (19)
- Finsterdorf (9)
- Föbing (8)
- Gassarest (8)
- Glanz (0)
- Gruska (16)
- Gurk (831)
- Gwadnitz (33)
- Hundsdorf (23)
- Kreuzberg (5)
- Krön (8)
- Masternitzen (8)
- Niederdorf (9)
- Pisweg (88)
- Ranitz (21)
- Reichenhaus (40)
- Straßa (14)
- Sutsch (13)
- Zabersdorf (13)
- Zedl (7)
- Zedroß (8)
- Zeltschach (12)